# Aquiclude
Een aquiclude is een geologische formatie die water kan bevatten, maar die nauwelijks doordringbaar is. Voorbeelden hiervan zijn geologische structuren als klei- of schalielagen en andere ondoordringbare structuren. Deze aquicludes vindt men meestal boven of onder aquitards.